# Louis van Langenhove
Jhr. Louis Antoine Alexandre van Langenhove (Aalst, 9 oktober 1848 - Brussel, 10 mei 1914) was een Belgisch industrieel en edelman.

## Levensloop
Louis van Langenhove was een zoon van Alexandre van Langenhove (1823-1871), bankier en liberaal burgemeester van Aalst (1867-1871), en van Marie-Françoise Jelie (1825-1877). In 1910 werd hij opgenomen in de Belgische erfelijke adel. Hij werd afgevaardigde bestuurder van de Filatures et Filteries d'Alost. 
Hij trouwde in 1881 in Keulen met Paula Paffraht (1860-1931). Het echtpaar kreeg drie zoons. 

## Alexandre van Langenhove de Bouvekercke
- Alexandre van Langenhove (1882-1964), oudste zoon van het echtpaar Van Langenhove-Paffrath, kreeg in 1929 vergunning om de Bouvekercke aan de familienaam toe te voegen, in herinnering aan een voorouder die de heerlijkheid Bouvekercke bezat. Hij werd voorzitter van de Filatures et Filteries d'Alost en van de Etablissements Louis De Naeyer in Willebroek. Hij trouwde in 1906 in Anthisnes met barones Marie-Louise de Waha Baillonville (1885-1970) en ze kregen vier dochters en een zoon.
  - Louis van Langenhove de Bouvekercke (1919-2007) trouwde in 1948 in Gent met Godelieve de Kerchove d'Exaerde (1924-2004), met afstammelingen tot heden maar met vooruitzicht van uitdoven bij gebrek aan mannelijke naamdragers.